# Lagenorhynchus
Lagenorhyncus es un género de cetáceos odontocetos de la familia Delphinidae que reúne seis especies. 

## Especies
- Lagenorhynchus acutus - delfín de flancos blancos del Atlántico.
- Lagenorhynchus albirostris - delfín de hocico blanco.
- Lagenorhynchus australis- delfín austral o antártico.
- Lagenorhynchus cruciger - delfín cruzado.
- Lagenorhynchus obliquidens - delfín de flancos blancos del Pacífico.
- Lagenorhynchus obscurus - delfín oscuro o de Fitzroy.